# Дудкі (Елцький повіт)
Дудкі (пол. Dudki, нім. Duttken) — село в Польщі, у гміні Каліново Елцького повіту Вармінсько-Мазурського воєводства.
Населення — 119 осіб (2011).
У 1975-1998 роках село належало до Сувальського воєводства.

## Демографія
Демографічна структура станом на 31 березня 2011 року:
|          | Загалом | Допрацездатний вік | Працездатний вік | Постпрацездатний вік |
| -------- | ------- | ------------------ | ---------------- | -------------------- |
| Чоловіки | 59      | 18                 | 33               | 8                    |
| Жінки    | 60      | 13                 | 32               | 15                   |
| Разом    | 119     | 31                 | 65               | 23                   |